# فويس أوف ذا ويسلر
ڤويس أوف ذا ويسلر (بالإنجليزية: Voice of the whistler)‏ هو فيلم غامض أمريكي يعود لعام 1945 من إخراج وليام كاسل بطولة ريتشارد ديكس ولين ميريك وريس وليامز يُعد هذا الفيلم الرابع من أفلام كولومبيا بيكتشرز التي يبلغ عددها ثمانية أفلام أُنتجت في أربيعينيات القرن الماضي.

## مقدمة
مليونير يموت في محاولة لفعل الخير، يتزوج ممرضه صغيرة حتي تتمكن من وراثة ثروته والعيش براحة. ثم يتعافي بأُعجوبة، لكن المشاكل التي تواجه كلاً من الزوج والزوجة بدأت للتو.

## طاقم العمل
- ريتشارد ديكس - جون سنكلير، الملقب جون كارتر
- لين ميريك - جوان مارتن سنكلير
- ريس وليامز - إرني سبارو
- جيمس كاردويل - فريد (دوكتور) غراهام
- تومي كينيدي - فرديناند / هاميرلوك

## روابط خارجية
- فويس أوف ذا ويسلر على موقع IMDb (الإنجليزية)
- فويس أوف ذا ويسلر على موقع روتن توميتوز (الإنجليزية)
- فويس أوف ذا ويسلر على موقع Turner Classic Movies (الإنجليزية)
- فويس أوف ذا ويسلر على موقع أول موفي (الإنجليزية)
- فويس أوف ذا ويسلر على موقع فيلمافينيتي (الإسبانية)
- فويس أوف ذا ويسلر على موقع قاعدة بيانات الأفلام السويدية (السويدية)
- فويس أوف ذا ويسلر على موقع قاعدة بيانات الفيلم (الإنجليزية)
- فويس أوف ذا ويسلر على موقع ليتربوكسد (الإنجليزية)
- فويس أوف ذا ويسلر على موقع كينوبويسك (الروسية)